# Pablo Caballero González
Pablo Caballero González (Minas, Uruguay, 25 de enero de 1987) es un exfutbolista uruguayo y actual agente de futbolistas. Jugaba como lateral o volante por derecha desde sus inicios en el Club Nacional de Football de la Primera División Profesional de Uruguay, logrando tres campeonatos uruguayos y una liguilla. Actualmente trabaja como Agente deportivo para ICM Stellar Sports Uruguay & Paraguay.

## Clubes
| Club         | País     | Año        |
| ------------ | -------- | ---------- |
| Nacional     | Uruguay  | 2004-2009  |
| FC Locarno   | Suiza    | 2009       |
| Vasas SC     | Hungría  | 2010       |
| KAS Eupen    | Bélgica  | 2010       |
| FC Locarno   | Suiza    | 2011- 2013 |
| Botev Vratsa | Bulgaria | 2013       |
| FC Locarno   | Suiza    | 2014       |

## Palmarés

### Campeonatos nacionales
| Título                      | Club     | País    | Año     |
| --------------------------- | -------- | ------- | ------- |
| Primera División de Uruguay | Nacional | Uruguay | 2005-06 |
| Liguilla Pre-Libertadores   | Nacional | Uruguay | 2007    |
| Primera División de Uruguay | Nacional | Uruguay | 2008-09 |